# بی‌مقصد رفتن (ترانه جی ایزی)
«بی مقصد رفتن» ترانه‌ای از رپر آمریکایی جی ایزی است. کریس براون و توری لنر در این آهنگ با جی ایزی همکاری کرده‌اند. این ترک به عنوان سومین تک آهنگ آلبوم زمانی که بیرون تاریک است در ۱۷ آوریل ۲۰۱۶ منتشر شد.

## دربارهٔ آهنگ
این ترانه داستان رابطه جرالد (جی ایزی) با دوست دخترش «دیون بلدوین» را بیان می‌کند

## موزیک ویدئو
موزیک ویدئو این ترانه در تاریخ ۱۹ آوریل ۲۰۱۶ از حساب ویوو جی ایزی در یوتیوب منتشر شد.